# Pfungstadt
Pfungstadt è una città tedesca di 25 231 abitanti,, situata nel Land dell'Assia.